# Juan Manuel Salas
Juan Manuel Salas (Los Altos, 1 de agosto de 1914 - San Fernando del Valle de Catamarca, 16 de marzo de 1991) fue un político argentino, que ocupó el cargo de Gobernador de Catamarca entre 1958 y 1962, cuando es destituido por una intervención federal.

## Biografía
Nació en la estancia familiar Quimilpa, en la localidad de Los Altos. Era hijo de Mercedes Ormaeche y Juan Manuel Salas Gómez. Realizó sus estudios secundarios en el Colegio Nacional de Catamarca.
Fue Diputado Nacional por la provincia de Catamarca. Adhirió a la Unión Cívica Radical Intransigente, apoyando la presidencia de Arturo Frondizi.
Su elección como Gobernador por la UCRI, al igual que la del gobernador de Tucumán, Celestino Gelsi, y la de Frondizi a nivel nacional, permitió resolver un conflicto por en torno al yacimiento Farallón Negro entre ambas provincias, creándose la empresa Yacimientos Mineros Agua de Dionisio. Entre la obra pública durante su gestión como gobernador se destacan el equipamiento a la dirección provincial de vialidad y la pavimentación de rutas en el interior de la provincia, junto con el inicio de la construcción del Dique Las Pirquitas.[cita requerida] Se proyectaron los diques La Quebrada y Jas Juntas, proyectos finalmente abandonados por sus predecesores tras su derrocamiento.
Tras su fallecimiento sus restos fueron sepultados en el panteón familiar de Quimilpa. En 2007, su cadáver, junto con el de sus padres y su hermana, fueron robados.